# Rattus niobe
Espèce
Statut de conservation UICN

 LC  : Préoccupation mineure
Synonymes
- Stenomys niobe  (Thomas, 1906)

Rattus niobe est une espèce de rongeurs de la famille des Muridés endémique de Papouasie-Nouvelle-Guinée.